# Riu Vermell
Riu Vermell (títol original en anglès Red River) és una pel·lícula de western dirigida l'any 1948 per Howard Hawks i protagonitzada per John Wayne i Montgomery Clift.

## Argument
La trama gira al voltant del ranxer Thomas Dunson (Wayne), qui, a mitjan segle xix, tracta de començar la seva pròpia hisenda a Texas. A l'inici de la seva empresa coneix a un orfe de nom Matthew Matt Garth a qui adopta. En creuar el riu Red, i no important-li la propietat del territori a les mans d'un altre ramader, s'estableix en la zona. Temps després, en acabar la guerra Civil americana, el ranxo de Dunson es troba sumit en problemes econòmics. A causa d'això, decideix emprendre la marxa a Missouri on, segons ell, trobarà un bon preu pel seu bestiar. Entre els seus principals ajudants es troben el ja adult Matt (Clift) i Groot Nadine (Walter Brennan). El transcurs de la travessia es desenvolupa enmig de molts contratemps. Agregat a això, la conducta de Dunson es torna tirànica amb els seus empleats.
D'altra banda, encara que Dunson rep recomanacions d'enviar el seu ramat cap a Abilene, on el ferrocarril ha arribat i la ruta és més segura, decideix seguir el seu propòsit inicial. Enmig d'una batussa, Matt decideix dirigir-se a Abilene, malgrat una amenaça de mort del mateix Dunson davant la seva rebel·lió. Matt aconsegueix el seu propòsit de vendre el bestiar a la ciutat, i fins i tot arregla un xec a nom de Dunson per a donar-li part dels guanys. No obstant això, el ranxer aconsegueix trobar al jove Matt i entre tots dos esclata una baralla.

## Comentaris[calcitació]
D'entre els clàssics del western, és sens dubte un dels millors, i ensenya a estimar el nostàlgic i l'èpic del gènere. Hawks va comptar amb un repartiment meravellós -en què destaca el debut de Montgomery Clift- per a donar vida a uns texans que condueixen el bestiar en un llarg viatge de milles i pols, d'aventures, i canviants relacions humanes. Mostra la relació, amb les seves dosis de problemàtica generacional, d'un vell ranxer i el seu fill adoptiu.

## Repartiment
- John Wayne de Tom Dunson
- Montgomery Clift de Matthew Garth
- Joanne Dru de Tess Millay
- Walter Brennan de Groot Nadine
- Coleen Gray de Fen
- John Ireland de Cherry Valance
- Harry Carey de Mr. Melville
- Harry Carey Jr. de Dan Latimer
- Hank Worden de Simms Reeves

Entre els actors que no surten als crèdits:
- Shelley Winters de Ballarina al tren
- Richard Farnsworth de Dunston Rider

## Premis i Nominacions

### Nominacions[3]
- Oscar a la millor història (Borden Chase)
- Oscar al millor muntatge (Christian Nyby)